# X Factor 2016 (Danmark)
X Factor 2016 var 9. sæson af talentkonkurrencen X Factor, der havde premiere den 8. januar 2016 på DR1 . Dommertrioen bestod af Remee, Mette Lindberg og Thomas Blachman. Værten som skulle styre X Factor 2016 hed Sofie Linde Lauridsen, som afløste Eva Harlou. Mette Lindberg blev ny dommer som afløser for Lina Rafn.

## Konkurrencens forløb
Dommertrioen bestod af komponist Thomas Blachman, der havde været med i otte sæsoner i alt, sangerinden Mette Lindberg, der var ny dommer, og musikproducer Remee, der havde været med i seks sæsoner i alt. Værten hed Sofie Linde Lauridsen.
Udvælgelsen af finalisterne foregik via auditions der fandt sted i København og Aarhus.
Som noget nyt i liveshows-programmerne havde DR indført at de to sangere der havde fået færrest stemmer, og dermed endte i farezonen, skulle synge en "Save me song". I de tidligere sæsoner havde deltagere i farezonen skulle synge deres sang én gang til. Konceptet med "Save me song" havde hidtil været brugt i andre landes udgaver af X Factor.
Præmien i X Factor 2016 var indspilningen af en EP i London, hvor én af sangene ville blive skrevet af Julian Bunetta og John Ryan, der tidligere havde arbejdet med One Direction, John Legend og Jason Derulo. Desuden ville der blive optaget en musikvideo instrueret af Michael Sauer Christensen, der tidligere havde arbejdet med Nik & Jay og Burhan G.

## Finalister
– Vinder
     – Andenplads
     – Trejdeplads
     – Udstemt
| Kategori (mentor)   | Kunstner         | Kunstner        | Kunstner     | Kunstner |
| ------------------- | ---------------- | --------------- | ------------ | -------- |
| Under 23 (Lindberg) | Alex Benson      | Mads Christian  | Reem Hamze   |          |
| Over 23 (Blachman)  | Andrew Murray    | Jacob Bering    | Sarah Glerup |          |
| Grupper (Remee)     | Clifforth & Hein | The Competition | Embrace      |          |

## Live shows

### Statistik
Farvekoder:
| – | Mette Lindberg som mentor (Under 23) |
| – | Remee som mentor (Grupper)           |
| – | Thomas Blachman som mentor (Over 23) |

| – | Vinder                                                                            |
| – | Andenplads                                                                        |
| – | Deltageren var blandt de to med laveste stemmer, og skulle synge igen i farezonen |
| – | Deltageren blev råbt op som værende gået videre (vilkårlig rækkefølge)            |
| – | Deltageren fik færrest seerstemmer og blev som følge heraf stemt ud               |

| Deltager           | Deltager           | Uge 1                      | Uge 2                         | Uge 3                           | Uge 4                       | Uge 5                         | Uge 6 | Uge 7 | Uge 7 |
| Deltager           | Deltager           | Uge 1                      | Uge 2                         | Uge 3                           | Uge 4                       | Uge 5                         | Uge 6 | 1. runde | 2. runde |
| ------------------ | ------------------ | -------------------------- | ----------------------------- | ------------------------------- | --------------------------- | ----------------------------- | --- | --- | --- |
| 1                  | Embrace            | 3. 14,10%                  | 1. 22,64%                     | 1. 22,68%                       | 2. 22,08%                   | 1. 23,45%                     | 1. 29,68% | 1. 41,25% | Vindere 59,72% |
| 2                  | Reem Hamze         | 1. 26,70%                  | 2. 18,12%                     | 3. 15,76%                       | 1. 24,57%                   | 3. 22,98%                     | 3. 24,81% | 2. 39,45% | Andenplads 40,28% |
| 3                  | Alex Benson        | 5. 7,28%                   | 4. 12,79%                     | 5. 11,39%                       | 5. 12,70%                   | 4. 20,36%                     | 2. 27,46% | 3. 19,30% | Udstemt (Uge 7) |
| 4                  | Andrew Murray      | 2. 15,39%                  | 5. 9,93%                      | 2. 16,88%                       | 3. 16,66%                   | 2. 23,27%                     | 4. 18,06% | Udstemt (Uge 6) | Udstemt (Uge 6) |
| 5                  | Clifforth & Hein   | 4. 12,09%                  | 3. 16,23%                     | 4. 13,63%                       | 4. 13,24%                   | 5. 9,94%                      | Udstemt (Uge 5) | Udstemt (Uge 5) | Udstemt (Uge 5) |
| 6                  | Mads Christian     | 6. 6,92%                   | 6. 9,69%                      | 6. 10,76%                       | 6. 10,75%                   | Udstemt (Uge 4)               | Udstemt (Uge 4) | Udstemt (Uge 4) | Udstemt (Uge 4) |
| 7                  | The Competition    | 7. 6,91%                   | 7. 5,72%                      | 7. 8,91%                        | Udstemt (Uge 3)             | Udstemt (Uge 3)               | Udstemt (Uge 3) | Udstemt (Uge 3) | Udstemt (Uge 3) |
| 8                  | Sarah Glerup       | 8. 6,30%                   | 8. 4,88%                      | Udstemt (Uge 2)                 | Udstemt (Uge 2)             | Udstemt (Uge 2)               | Udstemt (Uge 2) | Udstemt (Uge 2) | Udstemt (Uge 2) |
| 9                  | Jacob Bering       | 9. 4,30%                   | Udstemt (Uge 1)               | Udstemt (Uge 1)                 | Udstemt (Uge 1)             | Udstemt (Uge 1)               | Udstemt (Uge 1) | Udstemt (Uge 1) | Udstemt (Uge 1) |
|                    |                    |                            |                               |                                 |                             |                               | | | |
| Omsang             | Omsang             | Jacob Bering, Sarah Glerup | The Competition, Sarah Glerup | The Competition, Mads Christian | Alex Benson, Mads Christian | Clifforth & Hein, Alex Benson | Ingen dommerstemmer eller deltagere i farezone: Det er alene seernes stemmer der afgør, hvem der bliver elimineret, og hvem der i sidste ende vinder. | Ingen dommerstemmer eller deltagere i farezone: Det er alene seernes stemmer der afgør, hvem der bliver elimineret, og hvem der i sidste ende vinder. | Ingen dommerstemmer eller deltagere i farezone: Det er alene seernes stemmer der afgør, hvem der bliver elimineret, og hvem der i sidste ende vinder. |
| Remee stemte ud    | Remee stemte ud    | Jacob Bering               | Sarah Glerup                  | Mads Christian                  | Mads Christian              | Alex Benson                   | Ingen dommerstemmer eller deltagere i farezone: Det er alene seernes stemmer der afgør, hvem der bliver elimineret, og hvem der i sidste ende vinder. | Ingen dommerstemmer eller deltagere i farezone: Det er alene seernes stemmer der afgør, hvem der bliver elimineret, og hvem der i sidste ende vinder. | Ingen dommerstemmer eller deltagere i farezone: Det er alene seernes stemmer der afgør, hvem der bliver elimineret, og hvem der i sidste ende vinder. |
| Lindberg stemte ud | Lindberg stemte ud | Sarah Glerup               | Sarah Glerup                  | The Competition                 | –                           | Clifforth & Hein              | Ingen dommerstemmer eller deltagere i farezone: Det er alene seernes stemmer der afgør, hvem der bliver elimineret, og hvem der i sidste ende vinder. | Ingen dommerstemmer eller deltagere i farezone: Det er alene seernes stemmer der afgør, hvem der bliver elimineret, og hvem der i sidste ende vinder. | Ingen dommerstemmer eller deltagere i farezone: Det er alene seernes stemmer der afgør, hvem der bliver elimineret, og hvem der i sidste ende vinder. |
| Blachman stemte ud | Blachman stemte ud | Jacob Bering               | The Competition               | The Competition                 | Mads Christian              | Clifforth & Hein              | Ingen dommerstemmer eller deltagere i farezone: Det er alene seernes stemmer der afgør, hvem der bliver elimineret, og hvem der i sidste ende vinder. | Ingen dommerstemmer eller deltagere i farezone: Det er alene seernes stemmer der afgør, hvem der bliver elimineret, og hvem der i sidste ende vinder. | Ingen dommerstemmer eller deltagere i farezone: Det er alene seernes stemmer der afgør, hvem der bliver elimineret, og hvem der i sidste ende vinder. |
| Udstemt            | Udstemt            | Jacob Bering Niendeplads   | Sarah Glerup Ottendeplads     | The Competition Syvendeplads    | Mads Christian Sjetteplads  | Clifforth & Hein Femteplads   | Andrew Murray Fjerdeplads | Alex Benson Tredjeplads | Reem Hamze Andenplads |
| Udstemt            | Udstemt            | Jacob Bering Niendeplads   | Sarah Glerup Ottendeplads     | The Competition Syvendeplads    | Mads Christian Sjetteplads  | Clifforth & Hein Femteplads   | Andrew Murray Fjerdeplads | Alex Benson Tredjeplads | Embrace Vindere |
| Kilde              | Kilde              | [ 4 ]                      | [ 5 ]                         | [ 6 ]                           | [ 7 ]                       | [ 8 ]                         | [ 9 ] | [ 10 ] | [ 11 ] |

### Live shows

#### Uge 1 (19. februar)
- Tema: Signatur-sange[12]

| Rækkefølge | Artist           | Sang (original kunstner)                                                                      | Resultat     | Stemmetal    |
| ---------- | ---------------- | --------------------------------------------------------------------------------------------- | ------------ | ------------ |
| 1          | Embrace          | "You Don't Own Me" (Grace featuring G-Eazy)                                                   | Stemt Videre | 22.332       |
| 2          | Jacob Bering     | "Hotline Bling" (Sondre Lerche-version af Drake)                                              | I farezonen  | 6.801        |
| 3          | Alex Benson      | "Somebody to Love Me" (Mark Ronson & The Business Intl. featuring Boy George og Andrew Wyatt) | Stemt Videre | 11.531       |
| 4          | Clifforth & Hein | "Your Love Will Blow Me Away When My Heart Aches" (Son Little)                                | Stemt Videre | 19.134       |
| 5          | Sarah Glerup     | "Strict Machine" (Goldfrapp)                                                                  | I farezonen  | 9.982        |
| 6          | Mads Christian   | "Locked Out of Heaven" (Bruno Mars)                                                           | Stemt Videre | 10.962       |
| 7          | The Competition  | "Girls and Boys" (Blur)                                                                       | Stemt Videre | 10.943       |
| 8          | Reem Hamze       | "Stay" (Rihanna featuring Mikky Ekko)                                                         | Stemt Videre | 42.277       |
| 9          | Andrew Murray    | "Tick Tick Boom" (The Hives)                                                                  | Stemt Videre | 24.366       |
| Sangdyst   |                  |                                                                                               |              |              |
| Rækkefølge | Artist           | Sang (original kunstner)                                                                      | Resultat     | Resultat     |
| 1          | Jacob Bering     | "Took a Pill in Ibiza" (Mike Posner)                                                          | Stemt ud     | Stemt ud     |
| 2          | Sarah Glerup     | "Time" (Tom Waits)                                                                            | Stemt Videre | Stemt Videre |

Dommerne stemte ud
- Lindberg: Sarah Glerup
- Remee: Jacob Bering
- Blachman: Jacob Bering

#### Uge 2 (26. februar)
- Tema: Skandinavien[13]
- Gæsteartist: Julie Bergen ("All Hours")

| Rækkefølge | Artist           | Sang (original kunstner)                        | Resultat     | Stemmetal    |
| ---------- | ---------------- | ----------------------------------------------- | ------------ | ------------ |
| 1          | The Competition  | "Mamma Mia" (ABBA)                              | I farezonen  | 16.169       |
| 2          | Reem Hamze       | "Lost in the Girl" (Kwamie Liv)                 | Stemt Videre | 51.274       |
| 3          | Andrew Murray    | "Get the Fuck Out of My Mind" (Tim Christensen) | Stemt Videre | 28.094       |
| 4          | Clifforth & Hein | "Hjem" (Sanne Salomonsen)                       | Stemt Videre | 45.911       |
| 5          | Alex Benson      | "Some Die Young" (Laleh)                        | Stemt Videre | 36.182       |
| 6          | Embrace          | "Frit land" (Ulige Numre)                       | Stemt Videre | 64.062       |
| 7          | Sarah Glerup     | "Vi to er smeltet sammen" (Stoffer & Maskinen)  | I farezonen  | 13.809       |
| 8          | Mads Christian   | "Uopnåelig" (Marie Key)                         | Stemt Videre | 27.415       |
| Sangdyst   |                  |                                                 |              |              |
| Rækkefølge | Artist           | Sang (original kunstner)                        | Resultat     | Resultat     |
| 1          | The Competition  | "Rollercoaster" (Bleachers)                     | Stemt Videre | Stemt Videre |
| 2          | Sarah Glerup     | "Enjoy the Silence" (Depeche Mode)              | Stemt ud     | Stemt ud     |

Dommerne stemte ud
- Remee: Sarah Glerup
- Blachman: The Competition
- Lindberg: Sarah Glerup

#### Uge 3 (4. marts)
- Tema: Sange fra deltagernes fødselsår[14]

| Rækkefølge | Artist           | Sang (original kunstner)                              | Resultat     | Stemmetal    |
| ---------- | ---------------- | ----------------------------------------------------- | ------------ | ------------ |
| 1          | Reem Hamze       | "No Scrubs" (TLC)                                     | Stemt Videre | 41.932       |
| 2          | Clifforth & Hein | "Light My Fire" (José Feliciano-version af The Doors) | Stemt Videre | 36.259       |
| 3          | Alex Benson      | "Missing" (Everything but the Girl)                   | Stemt Videre | 30.301       |
| 4          | The Competition  | "Basket Case" (Green Day)                             | I farezonen  | 23.714       |
| 5          | Mads Christian   | "Trouble" (Coldplay)                                  | I farezonen  | 28.632       |
| 6          | Andrew Murray    | "El Toro" (Elvis Presley)                             | Stemt Videre | 44.910       |
| 7          | Embrace          | "Ready or Not" (The Fugees)                           | Stemt Videre | 60.340       |
| Sangdyst   |                  |                                                       |              |              |
| Rækkefølge | Artist           | Sang (original kunstner)                              | Resultat     | Resultat     |
| 1          | The Competition  | "Mr. Jones" (Counting Crows)                          | Stemt ud     | Stemt ud     |
| 2          | Mads Christian   | "Life is Worth Living" (Justin Bieber)                | Stemt Videre | Stemt Videre |

Dommerne stemte ud
- Lindberg: The Competition
- Remee: Mads Christian
- Blachman: The Competition

#### Uge 4 (11. marts)
- Tema: Radiohits (sange der har ligget i top 10 på den danske airplay-hitliste i perioden 2010-2016)[15]

| Rækkefølge | Artist           | Sang (original kunstner)                                                  | Resultat     | Stemmetal    |
| ---------- | ---------------- | ------------------------------------------------------------------------- | ------------ | ------------ |
| 1          | Alex Benson      | "Hold Back the River" (James Bay)                                         | I farezonen  | 34.644       |
| 2          | Embrace          | "Ain't Nobody (Loves Me Better)" (Felix Jaehn featuring Jasmine Thompson) | Stemt Videre | 60.201       |
| 3          | Mads Christian   | "Stitches" (Shawn Mendes)                                                 | I farezonen  | 29.314       |
| 4          | Andrew Murray    | "Calgary" (Bon Iver)                                                      | Stemt Videre | 45.430       |
| 5          | Clifforth & Hein | "Free" (Graffiti 6)                                                       | Stemt Videre | 36.099       |
| 6          | Reem Hamze       | "Hello" (Adele)                                                           | Stemt Videre | 67.011       |
| Sangdyst   |                  |                                                                           |              |              |
| Rækkefølge | Artist           | Sang (original kunstner)                                                  | Resultat     | Resultat     |
| 1          | Alex Benson      | "The Pieces Don't Fit Anymore" (James Morrison)                           | Stemt Videre | Stemt Videre |
| 2          | Mads Christian   | "It Will Rain" (Bruno Mars)                                               | Stemt ud     | Stemt ud     |

Dommerne stemte ud
- Lindberg: Nægtet at vælge i mellem to af sine deltager
- Blachman: Mads Christian
- Remee: Mads Christian

#### Uge 5 (18. marts)
- Tema: David Bowie sange
- Gæsteartist: Emilie Esther ("Inescapable")

| Rækkefølge | Artist           | Sang (David Bowie)                 | Resultat     | Stemmetal    |
| ---------- | ---------------- | ---------------------------------- | ------------ | ------------ |
| 1          | Clifforth & Hein | "The Man Who Sold the World"       | I farezonen  | 21.085       |
| 2          | Andrew Murray    | "Life on Mars?"                    | Stemt Videre | 49.387       |
| 3          | Reem Hamze       | "Quicksand"                        | Stemt Videre | 48.752       |
| 4          | Embrace          | "Absolute Beginners"               | Stemt Videre | 49.757       |
| 5          | Alex Benson      | "Space Oddity"                     | I farezonen  | 43.210       |
| Sangdyst   |                  |                                    |              |              |
| Rækkefølge | Artist           | Sang (original kunstner)           | Resultat     | Resultat     |
| 1          | Clifforth & Hein | "The Drugs Don't Work" (The Verve) | Stemt ud     | Stemt ud     |
| 2          | Alex Benson      | "Rewind" (Paolo Nutini)            | Stemt Videre | Stemt Videre |

Dommerne stemte ud
- Lindberg: Clifforth & Hein
- Remee: Alex Benson
- Blachman: Clifforth & Hein

#### Uge 6 (25. marts)
- Tema: Seervalg; audition sange
- Gæsteartist: Citybois ("Purple light") og ("Hot body")

| Rækkefølge | Artist        | Sang (original kunstner)      | Rækkefølge | Sang (original kunstner)                                                                 | Resultat     | Stemmetal |
| ---------- | ------------- | ----------------------------- | ---------- | ---------------------------------------------------------------------------------------- | ------------ | --------- |
| 1          | Andrew Murray | "School's Out" (Alice Cooper) | 5          | "All Right Now" (Free)                                                                   | Stemt ud     | 52.553    |
| 2          | Reem Hamze    | "Born to Die" (Lana Del Rey)  | 6          | "Nirvana" (Sam Smith)                                                                    | Stemt Videre | 72.187    |
| 3          | Embrace       | "Fast Car" (Tracy Chapman)    | 8          | "See Through You" / "How to Be a Heartbreaker" (Azilda Kaputu / Marina and the Diamonds) | Stemt Videre | 86.352    |
| 4          | Alex Benson   | "Gravity" (John Mayer)        | 7          | "Last Request" (Paolo Nutini)                                                            | Stemt Videre | 79.894    |

#### Uge 7 (1. april)
- Tema: Frit valg; duet med gæsteartist; vindersingle
- Gæsteartist: Phlake ("Angel Zoo") og ("Pregnant")
- Gruppeoptrædener: "Never Forget You" (MNEK og Zara Larsson; fremført af Alex Benson, Reem Hamze, og Embrace); "Thank You for the Music"/"Watch me (whip/nay nay)" (ABBA og Silentó); fremført af X Factor 2016-deltagere) "History" (One Direction; fremført af X Factor 2016-finalisterne)

| Rækkefølge | Artist      | Frit valg (original kunstner)                              | Rækkefølge | Duet med gæsteartist (artist)                                        | Rækkefølge | Vindersingle        | Resultat    | Stemmetal (1. runde) | Stemmetal (2. runde) |
| ---------- | ----------- | ---------------------------------------------------------- | ---------- | -------------------------------------------------------------------- | ---------- | ------------------- | ----------- | -------------------- | -------------------- |
| 1          | Alex Benson | "Crazy" (Gnarls Barkley)                                   | 4          | "Painkillers" og "Tunnel Vision" (med Patrick Dorgan og Mads Langer) |            |                     | Trejdeplads | 58.546 (19,30%)      |                      |
| 2          | Embrace     | "Like I'm Gonna Lose You" (Meghan Trainor)                 | 5          | "Shackled Up" og "Casual" (med Alex Vargas og Scarlet Pleasure)      | 8          | "Commitment Issues" | Vinder      | 125.127 (41,25%)     | 149.034 (59,72%)     |
| 3          | Reem Hamze  | "Where Are Ü Now" (Skrillex and Diplo feat Justin Bieber ) | 6          | "Golden" og "I Won't Let You Down" (med Brandon Beal og Christopher) | 7          | "All That I Want'"  | Andenplads  | 119.686 (39,45%)     | 100.518 (40,28%)     |

## Afsnit og seertal
| Dato             | Afsnit            | Seertal hovedprogrammet | Seertal afgørelsen | Kilde  |
| ---------------- | ----------------- | ----------------------- | ------------------ | ------ |
| 8. januar 2016   | Auditions         | 1.509.000               |                    | [ 16 ] |
| 15. januar 2016  | Auditions         | 1.477.000               |                    | [ 17 ] |
| 22. januar 2016  | Auditions         | 1.476.000               |                    | [ 18 ] |
| 29. januar 2016  | 5 Chair Challenge | 1.331.000               |                    | [ 19 ] |
| 5. februar 2016  | 5 Chair Challenge | 1.495.000               |                    | [ 20 ] |
| 12. februar 2016 | Bootcamp          | 1.563.000               |                    | [ 21 ] |
| 19. februar 2016 | 1. liveshow       | 1.359.000               | 1.326.000          | [ 22 ] |
| 26. februar 2016 | 2. liveshow       | 1.389.000               | 1.445.000          | [ 23 ] |
| 4. marts 2016    | 3. liveshow       | 1.348.000               | 1.309.000          | [ 24 ] |
| 11. marts 2016   | 4. liveshow       | 1.320.000               | 1.327.000          | [ 25 ] |
| 18. marts 2016   | 5. liveshow       | 1.294.000               | 1.215.000          | [ 26 ] |
| 25. marts 2016   | 6. liveshow       | 1.215.000               | 1.277.000          | [ 27 ] |
| 1. april 2016    | 7. liveshow       | 1.372.000               | 1.570.000          | [ 28 ] |